# Armoriale dei comuni della provincia di Ancona

Stemma della Provincia di Ancona

Questa pagina contiene le armi (stemmi e blasonature) dei comuni della provincia di Ancona.
| Stemma                          | Comune e blasonatura | Gonfalone                        |
| ------------------------------- | --- | -------------------------------- |
|                                 | Agugliano Gonfalone: drappo di bianco… |                                  |
| Versione sannitica              | Ancona Scudo di rosso, al capo d'Angiò e al guerriero d'oro, armato di spada sul cavallo corrente. Il capo d'Angiò è d'azzurro, al lambello di rosso di quattro pendenti, con tre gigli d'oro sottostanti allineati. Lo scudo è sormontato da corona murale dalle cinque torri ed è affiancato da due ramoscelli (d'ulivo e di quercia rispettivamente a destra ed a sinistra di chi guarda) che si incrociano in basso, con nastro sovrapposto recante la scritta: Ancon dorica civitas fidei. D.C.G del 18 novembre 1934, Libro Araldico Enti Morali vol. I, p. 339, n.1226 Gonfalone: È di rosso alla croce scorciata (ovvero greca) d'oro, con soprastante scritta "COMUNE DI ANCONA"; termina in basso a guisa di scaglione con frangia d'oro guarnita agli estremi laterali di nappe pure dorate. Gli ornamenti esterni, dorati, sono costituiti da due cordoni laterali per parte, di differente lunghezza, con nappe terminali che si annodano prima all'asta trasversale pomellata e quindi a quella verticale, al cui incontro è un nastro azzurro con frange dorate, decorato agli estremi con il guerriero dorato come allo stemma. L'asta è sormontata dal guerriero d'oro armato di spada sul cavallo corrente D.C.G del 18 novembre 1934, Libro Araldico Enti Morali vol. I, pag. 339, n.1226 |                                  |
|                                 | Arcevia Di rosso, al castello turrito d'oro, con base dello stesso, chiuso e finestrato di nero; al capo di porpora, a due rami di quercia e d'alloro, annodati da un nastro dai colori nazionali. Ornamenti esteriori da Città. D.C.G del 9 giugno 1937 Gonfalone: drappo di azzurro… D.C.G del 9 giugno 1937 |                                  |
|                                 | Barbara D'azzurro, alla torre di due palchi, merlata alla guelfa, di argento, murata di nero, il palco superiore merlato di quattro, finestrato di uno del campo, cimato dalla palma di verde e dalla spada d'argento, guarnite d'oro, decussate, la palma posta in sbarra e attraversante; il palco inferiore merlato di quattro e chiuso di oro, essa torre fondata sulla pianura diminuita, di verde. Gonfalone: Drappo di giallo bordato d'azzurro. |                                  |
| Stemma in uso                   | Belvedere Ostrense Gonfalone: drappo di rosso… |                                  |
|                                 | Camerano D'azzurro, alla casa di argento, coperta di rosso, posta di tre quarti verso il fianco sinistro dello scudo, chiusa di nero nel lato corto, finestrata di tre in fascia di nero nel lato lungo, sormontata dal giglio d'oro, fondata sulla campagna di verde. D.P.R. del 17 gennaio 1991 Gonfalone: drappo partito di bianco e di rosso… |                                  |
|                                 | Camerata Picena D.M. del 7 aprile 1922 Gonfalone: drappo di azzurro… Gonfalone precedentemente in uso: drappo troncato di bianco e verde… | Gonfalone precedentemente in uso |
|                                 | Castelbellino D'azzurro al leone d'oro lampassato di rosso Gonfalone: drappo di azzurro… |                                  |
|                                 | Castelfidardo di rosso, al castello d'oro, murato di nero, merlato alla guelfa, torricellato di tre torri, merlate di tre, la torre centrale più alta, il fastigio merlato di nove, i merli posti in tre gruppi di tre, adiacenti alle basi delle torri, esso castello finestrato di uno in ogni torre, di rosso, chiuso dello stesso, fondato sulla pianura di verde. D.P.R. dell'8 settembre 2000 Gonfalone: drappo di verde bordato di rosso… |                                  |
|                                 | Castelleone di Suasa D'azzurro, alla torre d'argento, murata di nero, merlata di tre alla guelfa, fondata sulla pianura erbosa di verde, chiusa di nero, munita di cordolo marcapiano con la parte centrale in scaglione, esso cordolo sormontato dalla finestra di nero e dalle due aperture circolari dello stesso, poste una, due, la torre cimata da leone illepardito d'oro, allumato di rosso, rivoltato, con la zampa posteriore destra posta sul primo merlo, la zampa posteriore sinistra posta sul secondo merlo, la zampa anteriore destra posta sul terzo merlo, la zampa anteriore sinistra alzata. Ornamenti esteriori da Comune. Gonfalone: Drappo partito di bianco e d'azzurro riccamente ornato di ricami d'argento e caricato dello stemma civico con l'iscrizione centrata "COMUNE DI CASTELLEONE DI SUASA". Le parti di metallo ed i cordoni saranno d'argento, l'asta verticale sarà ricoperta di velluto dai colori bianco e azzurro alternati, con bullette argentate poste a spirale. Nella freccia sarà rappresentato lo stemma del Comune e sul gambo inciso il nome. Cravatta e nastri tricolorati dai colori nazionali frangiati d'argento. |                                  |
|                                 | Castelplanio D'azzurro alla torre di rosso merlata di cinque, finestrata e aperta di uno, sostenente un leone d'oro, coronato dello stesso, lampassato di rosso. D.P.R. dell'8 settembre 1967 Gonfalone: Drappo partito di azzurro e di rosso… |                                  |
| Stemma in forma sannitica       | Cerreto d'Esi Gonfalone: drappo di azzurro… |                                  |
|                                 | Chiaravalle D'azzurro, alla riviera posta in fascia in una valle, con castagno sorgente nel cantone destro della campagna, illuminata dal sole posto nel cantone sinistro del capo, il tutto al naturale con uno scudo bordato di rosso a sei bande d'azzurro e d'oro in capo. D.C.G del 4 febbraio 1933 Gonfalone: drappo di rosso… R.D. del 13 giugno 1935, RR.LL.PP. del 10 aprile 1936 |                                  |
|                                 | Corinaldo Di rosso al monte d'oro di sei cime uscenti dalla punta, sormontato da due chiavi in croce di Sant'Andrea, una d'oro, una d'argento, legate d'azzurro. Motto: Cineribus Orta Combusta Revixi. Gonfalone: Drappo di rosso… |                                  |
|                                 | Cupramontana |                                  |
|                                 | Fabriano Campo di cielo, ad un ponte di tre arcate in muratura posto su un fiume; sul ponte un fabbro in atto di battere il metallo sull'incudine, sinistrato da una fucina, il tutto al naturale; nel centro del capo uno scudetto di rosso, alla croce piana d'argento, il tutto posto sopra una campagna formata da due fasce d'argento e di rosso. Motto: Faber in amne cudit cartam olim undique fudit. R.D. del 17 dicembre 1936 Gonfalone: drappo di bianco bordato di rosso… Altre versioni del gonfalone: drappo partito di rosso e di bianco… Terza versione del gonfalone: drappo di bianco… | Altre versioni Terza versione    |
|                                 | Falconara Marittima Un falcone coronato con le ali aperte dal mezzo in su e dal mezzo in giù con le gambe torte indietro (secondo le antiche insegne araldiche della famiglia Cortese, primi signori di Falconara e fondatori del castello). Il falcone poggia su sei monticelli, colorati di rosso. Il tutto è su un fondo celeste. Gonfalone: drappo di azzurro… |                                  |
|                                 | Filottrano Di rosso, alla croce gigliata d'oro posta sul punto d'onore, accompagnata in punta dal monte all'italiana, di sette colli, posti quattro, due, uno, ristretto, di argento. Ornamenti esteriori da Città. Gonfalone: drappo di azzurro… |                                  |
|                                 | Genga Aquila d'oro coronata su sfondo azzurro. |                                  |
| Stemma in forma sannitica       | Jesi Di rosso al leone d'oro rampante sormontato da una corona nobile a cinque punte, il tutto timbrato da una corona ducale. Gonfalone: di forma regolamentare di rosso caricato con leone d'oro rampante a destra coronato con corona a cinque punte e con l'iscrizione centrata in oro: Città di Jesi. |                                  |
|                                 | Loreto D'azzurro, alla Madonna con in braccio il Bambino Gesù, seduta sopra il tetto della Santa Casa, la quale è posata sulla vetta centrale di un monte all' italiana di tre cime, cariche di tre lettere maiuscole romane F. C. L. (Felix Civitas Lauretana) ed accostata la Santa Casa lateralmente da due ramoscelli di pero, fogliati e fruttati, nascenti dai fianchi del monte, il tutto al naturale. D.C.G dell'8 dicembre 1927 Gonfalone: In stoffa azzurra con al centro lo stemma. R.D. del 12 maggio 1927, RR.LL.PP. del 26 agosto 1927 |                                  |
|                                 | Maiolati Spontini Di rosso al leone d'oro tenente un giglio al naturale. D.C.C. n° 67 del 28 settembre 2007 Gonfalone: drappo di rosso… |                                  |
| Stemma in forma sannitica       | Mergo Gonfalone: drappo partito di bianco e di rosso… |                                  |
|                                 | Monsano Leone rampante coronato e ramoscelli di olivo e rovere. Gonfalone: Drappo di rosso… |                                  |
|                                 | Monte Roberto |                                  |
|                                 | Monte San Vito Sei colli gialli in campo rosso su banda verde tutto circondato alla base da un ramoscello di olivo e un ramoscello di quercia che si incrociano legati da un fiocco tricolore e sormontato da una corona turrita. Gonfalone: Stemma riprodotto su un drappo rettangolare colorato in senso verticale per metà giallo e per metà rosso, con frange alla base, appeso ad una lancia con grande fiocco tricolore posto alla base della lancia. |                                  |
|                                 | Montecarotto Di rosso, al monte all'italiana di tre cime di verde (2, 1), cimato da un leone coronato d'oro e con ornamenti da Comune D.C.G del 4 febbraio 1930 Gonfalone: drappo rosso riccamente ornato di ricami d'argento e caricato dello stemma comunale con l'iscrizione centrata in argento "Comune di Montecarotto"; le parti di metallo ed i cordoni sono argentati; l'asta verticale è ricoperta di velluto rosso con bullette argentate poste a spirale; le cravatte e i nastri sono tricolorati dei colori nazionali e frangiati d'argento D.P.R. del 3 dicembre 1980 |                                  |
|                                 | Montemarciano |                                  |
|                                 | Morro d'Alba Di azzurro, all'arcangelo alato e vestito di argento, che tiene nella mano sinistra la bilancia della giustizia e nella destra una spada del secondo, posta in sbarra, e che calpesta un drago abbattuto di rosso, D.P.R. del 15 maggio 1957 Gonfalone: Drappo di azzurro… |                                  |
|                                 | Numana Campo di cielo, alla torre merlata di cinque pezzi, finestrata, aperta e murata di nero, piantata su campagna di verde, con strada uscente dalla porta della torre verso la punta dello scudo; la torre accostata: a destra dalla lettera maiuscola romana T, ed a sinistra da altra lettera simile C, di nero. D.C.G del 19 aprile 1928 Gonfalone: drappo di azzurro… |                                  |
|                                 | Offagna Interzato in palo di rosso, d'azzurro e d'oro |                                  |
|                                 | Osimo di azzurro, al castello di cinque torri, di rosso, mattonato di nero, merlato alla guelfa, le torri ognuna di cinque, il fastigio di venticinque, la torre centrale più alta e più larga, le torri intermedie di altezza e larghezza mediane, le torri laterali strette e di minore altezza, la torre centrale finestrata di due in palo, di nero, le altre finestrate di uno, dello stesso; esso castello chiuso di nero e accompagnato da due leoni illeoparditi, d'oro, affrontati, posti in punta. Sotto lo scudo, su lista bifida e svolazzante di azzurro, il motto, in lettere maiuscole di nero, VETUS AUXIMON. Ornamenti esteriori da Città. Gonfalone: drappo troncato di rosso e di giallo… D.P.R. dell'8 giugno 2007 |                                  |
|                                 | Ostra D'azzurro, alla croce d'oro, posta in palo su cinque monti di terra al naturale posti in punta dello scudo; cimato da corona marchionale D.C.G del 4 ottobre 1934 Gonfalone: Drappo di azzurro… D.C.G del 4 ottobre 1934 |                                  |
|                                 | Ostra Vetere Di rosso, alla croce del Calvario fondata sul monte di sei colli all'italiana ristretto con la parola FIDES divisa in due parti e scritta in lettere maiuscole gotiche sotto la traversa orizzontale, il tutto d'oro. Gonfalone: Drappo di giallo… |                                  |
|                                 | Poggio San Marcello |                                  |
|                                 | Polverigi Scudo sovrastato da una corona a cinque punte, recante un albero d'olivo con scritta "Pax" in campo azzurro circondato da due rami d'alloro e quercia legati da un nastro bianco e azzurro. Gonfalone: drappo di rosso… |                                  |
|                                 | Rosora Di colore azzurro con leone d'oro coronato dello stesso colore, ornamento da ramo di ulivo e quercia. Gonfalone: Drappo partito di colore giallo ed azzurro, riccamente ornato di ricami d'argento e caricato dello stemma comunale con la iscrizione centrale in argento; le parti di metallo ed i cordoni sono argentati; l'asta verticale è ricoperta di velluto dei colori del drappo con bullette argentate poste a spirale. Nella freccia sarà rappresentato lo stemma del Comune e sul gambo inciso il nome. Cravatta e nastri tricolorati dai colori nazionali frangiati d'argento. |                                  |
|                                 | San Marcello Gonfalone: drappo di azzurro… |                                  |
|                                 | San Paolo di Jesi Gonfalone: drappo di azzurro… |                                  |
|                                 | Santa Maria Nuova D'argento alla croce di rosso, col capo di azzurro a tre api d'oro male ordinate. Ornamenti esteriori di Comune secondo la popolazione R.D. del 31 luglio 1894 Gonfalone: Drappo di azzurro… |                                  |
|                                 | Sassoferrato Scudo sovrastato da una corona, contenente un sasso cinto da un cerchio di ferro con la scritta SPQS (SPS = "Senatus Populusque Sentinas"). Gonfalone: Drappo di rosso a coda di rondine. |                                  |
|                                 | Senigallia d'azzurro, al pino d'Italia, di verde, fruttato di sei d'oro, fustato al naturale, nodrito nella collina di verde, fondata in punta, sostenuto dai due leopardi d'oro, rimiranti all'infuori, linguati di rosso, poggianti entrambe le zampe anteriori sul tronco del pino, il leopardo posto a destra poggiante la zampa posteriore destra sulla collina e quella posteriore sinistra sul tronco, il leopardo posto a sinistra poggiante la zampa posteriore sinistra sulla collina e quella posteriore destra sul tronco, essi leopardi muniti di collare legato con catene al tronco, collari e catena di ferro al naturale. Ornamenti esteriori da città. DC dell'8 giugno 1992 Gonfalone: drappo appuntato partito di rosso e di azzurro… |                                  |
|                                 | Serra de' Conti Troncato: nel primo d'azzurro, alla quercia nodrita sulla campagna, al naturale; nel secondo d'oro, a quattro pali di rosso. D.M. del 30 aprile 1903 Gonfalone: drappo di rosso… |                                  |
|                                 | Serra San Quirico Di rosso, all'immagine di San Quirico posto di fronte, quale è nell'agiografia ecclesiastica, con corazza e calzoni, tenente con la sinistra un pennoncello bianco, crociato di rosso, e con la destra la palma dei martiri di verde, posto sulla cima centrale di un monte di cinque cime di verde, movente dalla punta dello scudo D.C.G del 26 gennaio 1930 Gonfalone: drappo di rosso… R.D. dell'11 gennaio 1930, RR.LL.PP. del 18 luglio 1930 |                                  |
| Stemma precedentemente in uso   | Sirolo Campo di cielo, al branzino al naturale natante su di una campagna di azzurro mareggiata d'argento DPCM del 7 febbraio 1957 Gonfalone: Drappo di colore azzurro riccamente ornato di ricami in argento e caricato dello stemma comunale con la iscrizione, centrata in argento, COMUNE DI SIROLO. L'asta verticale è ricoperta di velluto azzurro con bullette argentate poste a spirale. Nella freccia è rappresentato lo stemma del Comune e sul gambo inciso il nome. Cravatta e nastri tricolorati dei colori nazionali fregiati di argento. DPR del 5 giugno 1957 | Gonfalone precedentemente in uso |
| Versione presente sul gonfalone | Staffolo Gonfalone: drappo di azzurro… |                                  |
|                                 | Trecastelli Gonfalone: drappo di rosso… |                                  |

## Ex comuni
| Stemma | Ex Comune e blasonatura | Gonfalone |
| ------ | --- | --------- |
|        | Castel Colonna (dal 2014 soppresso per la costituzione del comune di Trecastelli) Ovoidale sormontato da corona, all'interno del quale figurano tre colli alla base, sormontati alla sinistra da una torre merlata e alla destra da un albero |           |
|        | Monterado (dal 2014 soppresso per la costituzione del comune di Trecastelli) |           |
|        | Ripe (dal 2014 soppresso per la costituzione del comune di Trecastelli) D'azzurro ai tre monti di verde sormontati da una cometa d'argento posta in palo Gonfalone: Drappo di rosso...                                                        |           |